# 脱毛银背柳
脱毛银背柳（学名：Salix ernestii f. glabrescens）为杨柳科柳属银背柳下的一个变型。

## 扩展阅读
- 維基物種上的相關：脱毛银背柳